# Calle Valiasr
La Calle Valiasr (en persa: ولی عصر) es una calle bordeada de árboles de la capital iraní, Teherán, que divide la metrópoli en una parte occidental y otra oriental. Se considera una de las principales calles de la ciudad, además de ser, con 17,9 km,  la calle más larga del Medio Oriente y una de las más largas del mundo.

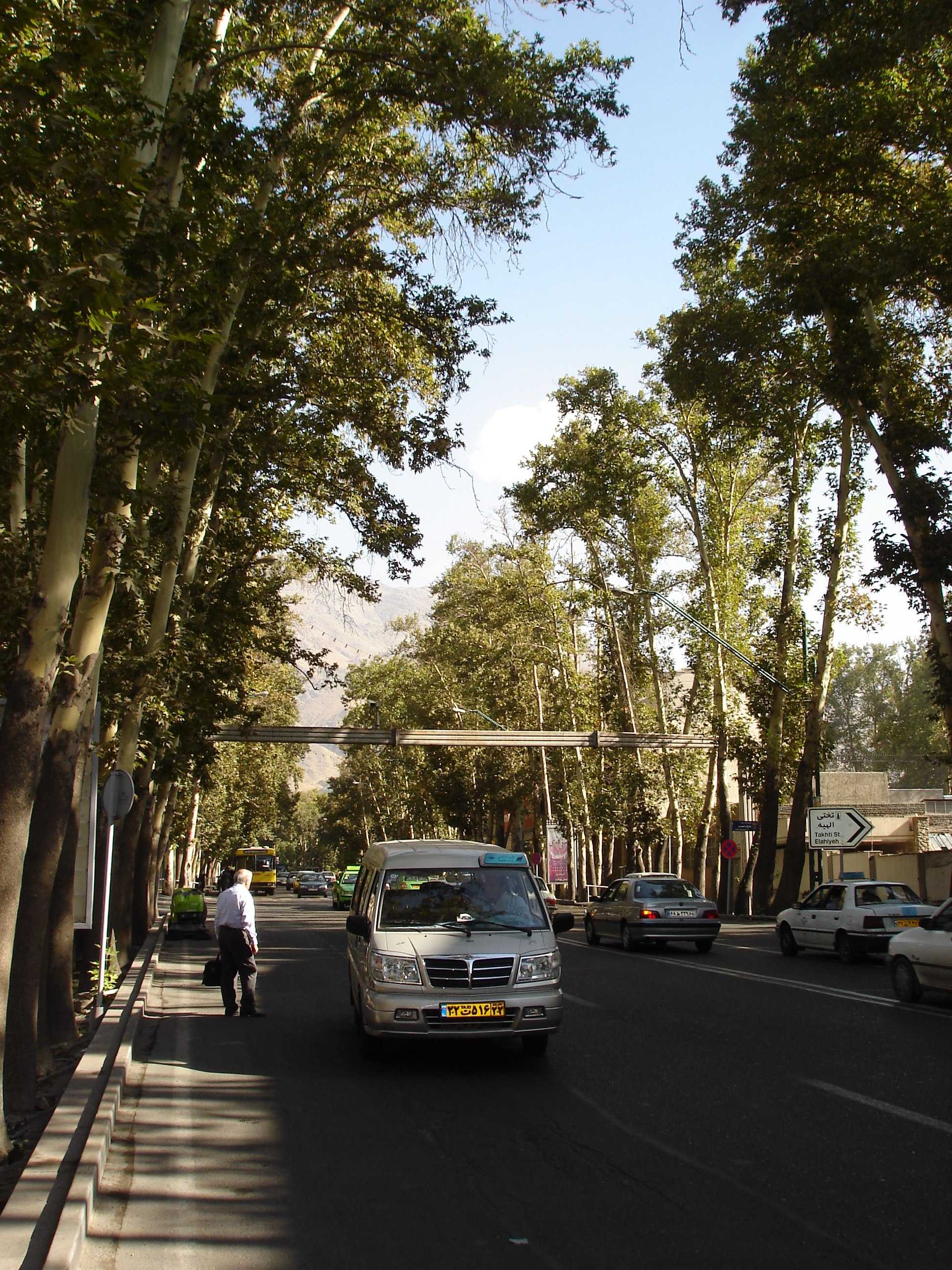
Vista de la calle

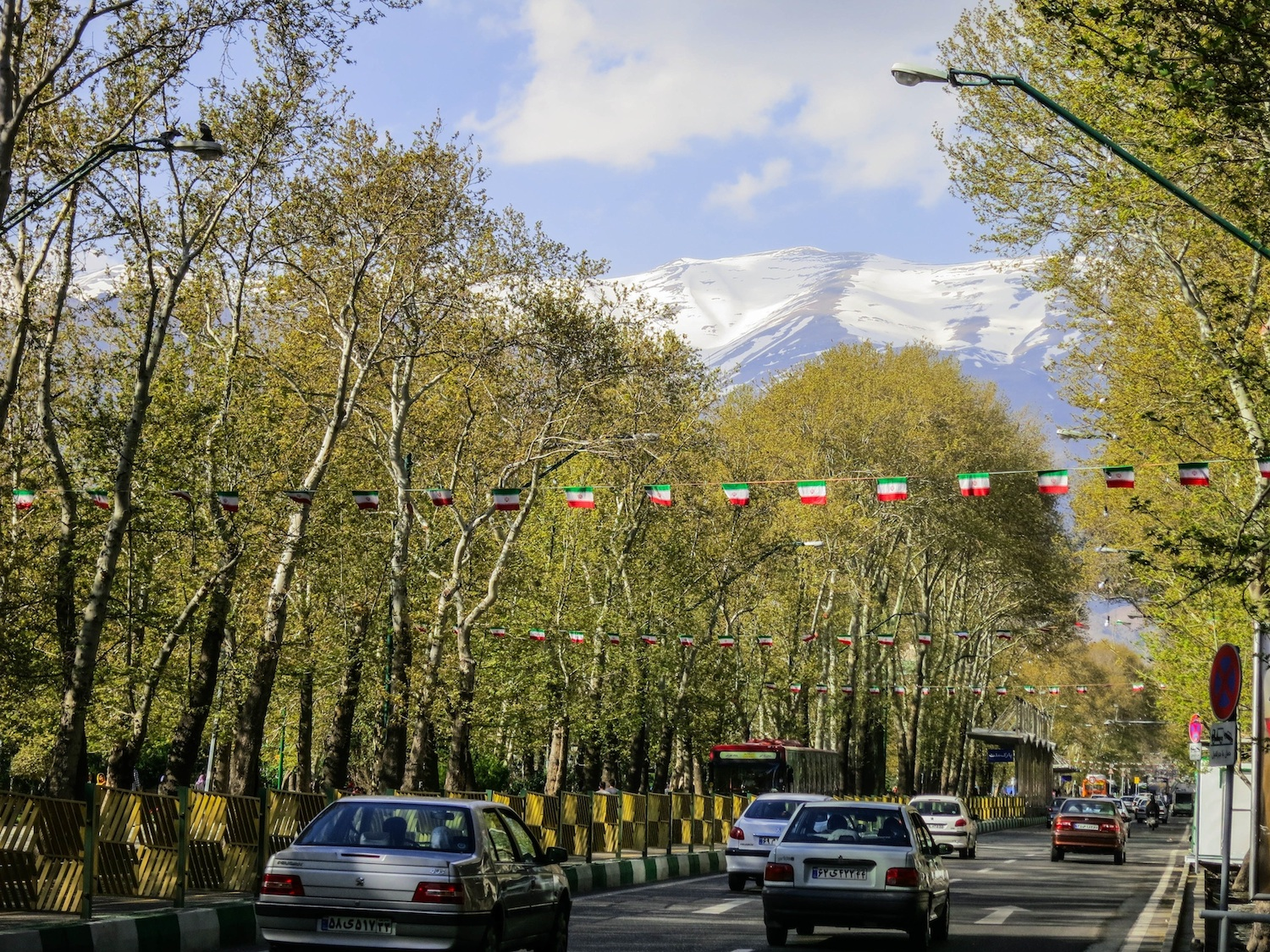
Otra vista de la calle

La calle fue construida por orden de Reza Shah Pahlaví que llamó a la calle Pahlaví. Después de la Revolución Islámica, el nombre de la calle en 1979 se cambió inicialmente a Mosaddeq (en referencia al antiguo primer ministro nacionalista Mohammad Mosaddeq) y más tarde a Valiasr, en referencia al Mahdi esperado por los musulmanes al Fin de los Tiempos.